# Killing Kennedy
Pour plus de détails, voir Fiche technique et Distribution.
Killing Kennedy est un téléfilm américain réalisé par Nelson McCormick, basé sur le livre éponyme (en) écrit par Bill O'Reilly et Martin Dugard (en), diffusé le 10 novembre 2013 aux États-Unis et le 20 novembre 2013 en France.

## Synopsis
Les parcours croisés de John F. Kennedy et Lee Harvey Oswald, l'un deviendra le 35e Président des États-Unis, tandis que l'autre, militant communiste, deviendra son assassin, le 22 novembre 1963.

## Fiche technique
- Titre : Killing Kennedy
- Réalisation : Nelson McCormick
- Scénario : Kelly Masterson (en)
- Costumes : Amy Andrews
- Photographie : Stephen St. John
- Musique : Geoff Zanelli
- Société de production : Scott Free Productions
- Pays d'origine :  États-Unis
- Langue : anglais
- Genre : Drame, Film historique
- Durée : 92 minutes

## Distribution
- Rob Lowe (V. F. : Bruno Choël) : John F. Kennedy
- Will Rothhaar (en) (V. F. : Damien Boisseau) : Lee Harvey Oswald
- Jack Noseworthy (V. F. : Damien Ferrette) : Robert F. Kennedy
- Ginnifer Goodwin (V. F. : Céline Mauge) : Jacqueline Kennedy
- Michelle Trachtenberg : Marina Oswald Porter
- Casey Siemaszko : Jack Ruby
- Boris McGiver : John W. Fain, agent spécial du FBI
- Francis Guinan : Lyndon B. Johnson
- Antoinette LaVecchia : Lady Bird Johnson
- Keith Tyree : John Bowden Connally, gouverneur du Texas
- Natalie Gold : Ruth Paine (en)
- Danny McCarthy (en) : James P. Hosty, agent du FBI
- Jamie McShane : Richard Edward Snyder (en), consul de l'ambassade américaine à Moscou
- Brian Hutchison : Winston Lawson, agent spécial de l'USSS
- Richard Flood : Kenny O'Donnell (en)
- Mary Pat Gleason : Marguerite Claverie Oswald, mère de Lee Harvey Oswald
- Christopher Wiehl : O'Reilly
- Taylor Roberts (en) : Faddle

## Réception
Killing Kennedy a rencontré un accueil critique varié, allant de positif à mitigé, obtenant 59% d'avis favorables sur le site Rotten Tomatoes, basé sur 17 commentaires collectés et une note moyenne de 6⁄10, tandis que le site Metacritic lui attribue un score moyen de 55⁄100, basé sur 13 commentaires collectés.